# Joseph Binzer

Wappen von Joseph Binzer

Joseph Robert Binzer (* 26. April 1955 in Cincinnati, Ohio) ist ein US-amerikanischer römisch-katholischer Geistlicher und emeritierter Weihbischof in Cincinnati.

## Leben
Joseph Binzer empfing am 4. Juni 1994 durch den Erzbischof von Cincinnati, Daniel Edward Pilarczyk, das Sakrament der Priesterweihe.
Am 6. April 2011 ernannte ihn Papst Benedikt XVI. zum Titularbischof von Subbar und bestellte ihn zum Weihbischof in Cincinnati. Der Erzbischof von Cincinnati, Dennis Marion Schnurr, spendete ihm am 9. Juni desselben Jahres die Bischofsweihe; Mitkonsekratoren waren der Bischof von Joliet in Illinois, Robert Daniel Conlon, und der emeritierte Erzbischof von Cincinnati, Daniel Edward Pilarczyk. Joseph Binzer war bereits seit 2007 und bis zu seinem Rücktritt Generalvikar des Erzbistums Cincinnati.
Papst Franziskus nahm am 7. Mai 2020 seinen vorzeitigen Rücktritt als Weihbischof an. Zuvor waren ihm Versäumnisse im Umgang mit einem Fall sexuellen Missbrauchs durch einen Priester des Erzbistums während der Zeit vorgeworfen worden, in der er die Personalverantwortung für die Priester innehatte. Nach dem Rücktritt bleibt er in priesterlichen Aufgaben tätig.